# Droppfot

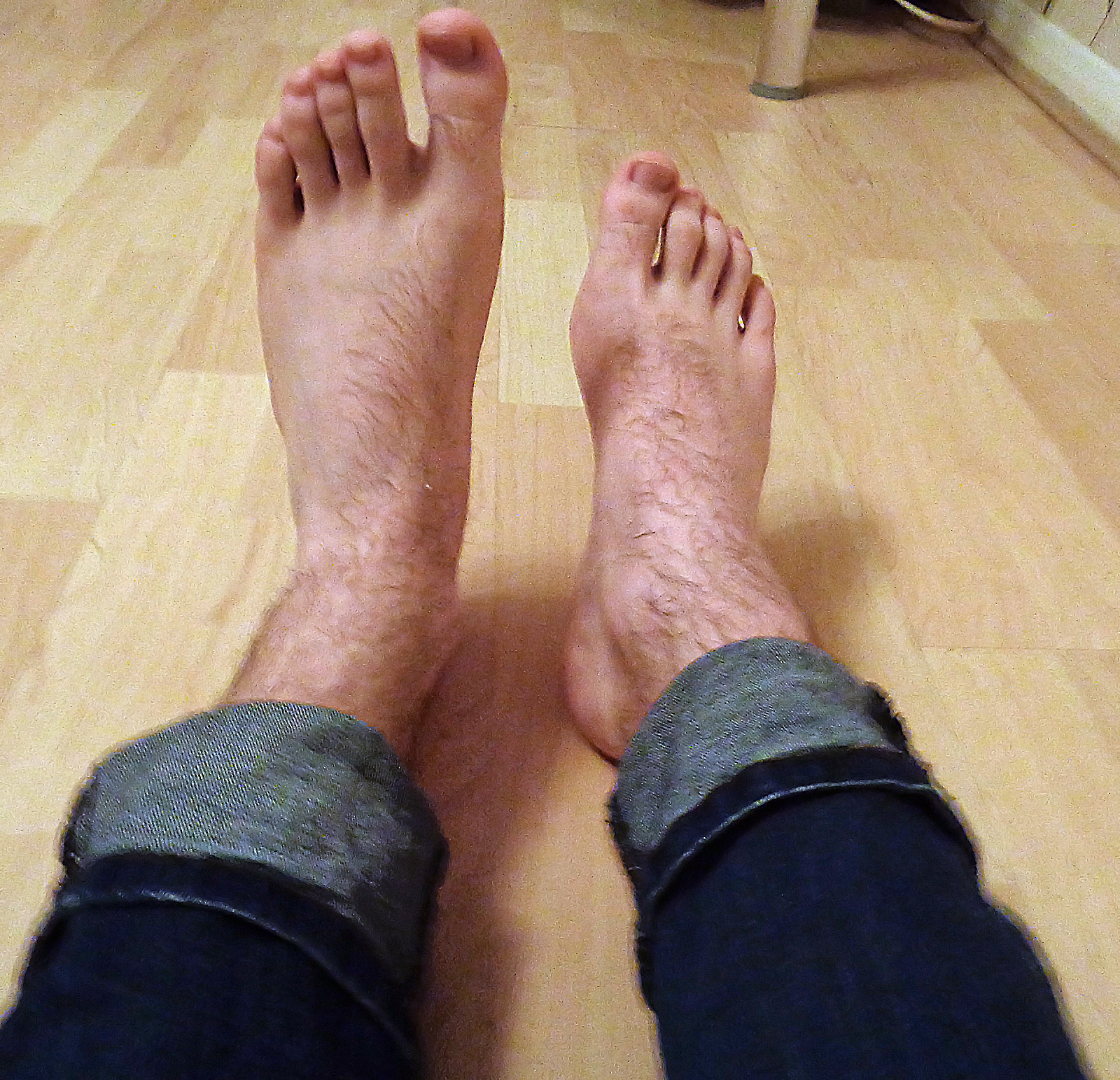
Den högra foten kan släpa i marken på grund av droppfotssymptom.

Droppfot är ett medicinskt symptom som innebär svaghet i de muskler som lyfter fotryggen uppåt. Om symptomen kommer plötsligt och man vid läkarundersökning inte hittar något avvikande kan man vänta sig att symptomen beror på peroneuspares, det vill säga att nervus peroneus hamnat i kläm under knät. Symptomen brukar i så fall gå tillbaka inom några veckor. Om symptomen sitter i längre eller om det finns andra tecken till neurologisk sjukdom kan man utreda med neurografi, EMG eller magnetresonanstomografi. Droppfot kan i mera sällsynta fall orsakas av många olika sjukdomar i både perifera och centrala nervsystemet, till exempel diskbråck, polyneuropati eller stroke.
Droppfot gör att foten släpar i underlaget när man går. Det vållar extra stora problem vid gång i trappor då man lätt slår foten i nästa trappsteg om man inte lyfter knät högt. Mot dessa besvär hjälper ofta fotskena eller anpassade skor. Ibland kan också sjukgymnastik behövas.